# Tavera
Tavera ist eine französische Gemeinde mit 433 Einwohnern (Stand 1. Januar 2022) im Département Corse-du-Sud auf der Insel Korsika.

## Geografie
Tavera liegt hoch über dem Tal der Gravona an der Bahnstrecke Ajaccio-Bastia auf einer mittleren Höhe von 1116 Metern über dem Meeresspiegel im Regionalen Naturpark Korsika, 28 Kilometer nordöstlich von Ajaccio, der Präfektur der Region Korsika. Das Gemeindegebiet hat eine Fläche von 32,43 Quadratkilometern. Zu Tavera gehören fünf Weiler und ein Gehöft.

## Geschichte
Bei Invasionen und Kriegen floh die Bevölkerung von Tavera nach Osten in die Berge und gründete dort sogar ein kleines Dorf namens Tavera-vecchia (‚Alt-Tavera‘), das allerdings im 17. Jahrhundert aufgegeben wurde. Um 1622 kamen Mitglieder einer adeligen spanischen Familie nach Tavera und ließen dort ein Herrenhaus errichten, das casa alta (‚hohes Haus‘).
Die Gemeinde Bastelicaccia wurde 1865 aus Teilen der Gemeinden Tavera, Bastelica, Eccica-Suarella, Ocana und Tolla gebildet. 1866 hatte Tavera trotzdem noch 755 Einwohner. Zwischen 1954 und 1962 sank die Einwohnerzahl von Tavera von 496 auf 288.
In den Jahren 1982 und 2002 kam es zu Waldbränden in den Pinienwäldern nordwestlich des Ortskerns.
Bevölkerungsentwicklung
| Jahr                       | 1962 | 1968 | 1975 | 1982 | 1990 | 1999 | 2007 | 2016 |
| Einwohner                  | 288  | 278  | 267  | 250  | 249  | 336  | 376  | 399  |
| Quellen: Cassini und INSEE |      |      |      |      |      |      |      |      |

## Sehenswürdigkeiten
In der Pfarrkirche Sainte-Marie befindet sich eine Statue aus dem 19. Jahrhundert, die Mariä Aufnahme in den Himmel darstellt und 1978 als Monument historique (‚historisches Denkmal‘) klassifiziert wurde.
1961 wurde ein anthropomorpher Menhir gefunden, der vom Ende der Jungsteinzeit oder vom Beginn der Bronzezeit stammt.

## Wirtschaft
Tavera ist von Landwirtschaft geprägt. Die Weiler im Südwesten des Ortskerns verfügen über zahlreiche Gebirgsquellen und kleine Bäche, die für eine gute Bewässerung sorgen. Diese Weiler sind von Eichen und Macchie umgeben und liegen in der Nähe eines großen Edelkastanienwaldes. Die Kastanien werden zu Kastanienmehl verarbeitet oder an Nutztiere verfüttert. Im Weiler Pianu wird Getreide und Gemeiner Lein angebaut, außerdem gibt es dort Olivenbäume.

## Verkehr
Der Haltepunkt Tavera liegt an der Bahnstrecke Bastia–Ajaccio. Nach dort bestehen durchgehende Zugverbindungen.

## Schule
In Tavera besteht eine öffentliche Primarschule.

## Persönlichkeiten
- Hasan Corso (1518–1556), Bey von Algier, wurde als Pietro Paolo Tavera in Tavera geboren.[7]